# Сборная Словакии по теннису в Кубке Дэвиса
Сборная Словакии по теннису в Кубке Дэвиса с 1994 года представляет Словакию в Кубке Дэвиса — наиболее престижном мужском теннисном турнире среди национальных сборных. Финалист 2005 года.

## История
Свой отсчёт выступлений в Кубке Дэвиса Словакия начала в 1994 году — через год после распада Чехословакии. Главного достижения Словакия достигла в розыгрыше 2005 года, когда они смогли дойти до финала. В 2006 году они последний раз сыграли в Мировой группе. С 2007 по 2018 год Словакия выступает в региональной зоне Европы и Африки, а также периодически проходит в матчи Плей-офф, где безуспешно пытается вернуть место в Мировой Группе.

## Действующий состав
- Норберт Гомбош (137-я ракетка мира на тот момент)
- Мартин Клижан (146)
- Андрей Мартин (156)
- Йозеф Ковалик (187)
- Игорь Зеленай (—)

## Рекорды и статистика

### Команда
- Самая длинная серия побед — 6 (с мая 1994 по февраль 1995. Пять матчей в третьей Европейско-африканской группе и один матч во второй).
- Самая крупная победа — 5:0 по играм, 13:0 по сетам, 78:27 по геймам (Хорватия — Македония, 2009 год)
- Самый длинный матч — 14 часов 13 минут (Словакия — Хорватия 2:3, 2005 год. Финал)
  - Наибольшее количество геймов в матче — 200 (Словакия — Швеция 2:3, 1998 год)
- Самая длинная игра — 4 часов 34 минут ( Лукаш Лацко —  Ираклий Лабадзе 6-4, 6-76, 6-3, 3-6, 17-19, 2008 год)
  - Наибольшее количество геймов в игре — 77 ( Лукаш Лацко —  Ираклий Лабадзе 6-4, 6-76, 6-3, 3-6, 17-19, 2008 год)
- Наибольшее количество геймов в сете — 36 ( Лукаш Лацко —  Ираклий Лабадзе 6-4, 6-76, 6-3, 3-6, 17-19, 2008 год)

### Игроки
- Наибольшее количество сезонов — 14 (Доминик Хрбаты)
- Наибольшее количество матчей — 26 (Доминик Хрбаты])
- Наибольшее количество игр — 58 (Доминик Хрбаты, 33—25)
- Наибольшее количество побед — 33 (Кароль Кучера, 33—18); (Доминик Хрбаты, 33—25)
  - В одиночном разряде — 28 (Доминик Хрбаты, 28—14)
  - В парном разряде — 12 (Михал Мертиняк, 12-7)
  - В составе одной пары — 6 (М. Мертиняк/Ф. Полашек, 5—3)
- Самый молодой игрок — 18 лет 72 дней (Мартин Клижан, 21 сентября 2007)
- Самый возрастной игрок — 35 лет 186 дней (Игорь Зеленай, 6 апреля 2018)

## Финалы (1)

### Поражения (1)
| №  | Год  | Место (покрытие)              | Состав в финале                             | Соперник в финале | Счёт |
| 1. | 2005 | Братислава, Словакия, хард(i) | Кароль Кучера Михал Мертиняк Доминик Хрбаты | Хорватия          | 2-3  |

## Статистика выступлений
| Год  | Группа/Зона            | Результат               | Изменения                         |
| 1994 | 3-я зона Европа/Африка | 1-е место в подгруппе   | вышли в 2-ю зону Европа/Африка    |
| 1995 | 2-я зона Европа/Африка | 2-й раунд               |                                   |
| 1996 | 2-я зона Европа/Африка | 3-й раунд               | вышли в 1-ю зону Европа/Африка    |
| 1997 | 1-я зона Европа/Африка | плей-офф Мировой Группы | вышли в Мировую Группу            |
| 1998 | Мировая Группа         | 1-й раунд               | остались в Мировой Группе         |
| 1999 | Мировая Группа         | 1/4 финала              |                                   |
| 2000 | Мировая Группа         | 1/4 финала              |                                   |
| 2001 | Мировая Группа         | 1-й раунд               | остались в Мировой Группе         |
| 2002 | Мировая Группа         | 1-й раунд               | вылетели в 1-ю зону Европа/Африка |
| 2003 | 1-я зона Европа/Африка | плей-офф Мировой Группы | остались в 1-й зоне Европа/Африка |
| 2004 | 1-я зона Европа/Африка | плей-офф Мировой Группы | вышли в Мировую Группу            |
| 2005 | Мировая Группа         | Финал                   |                                   |
| 2006 | Мировая Группа         | 1-й раунд               | вылетели в 1-ю зону Европа/Африка |
| 2007 | 1-я зона Европа/Африка | плей-офф Мировой Группы | остались в 1-й зоне Европа/Африка |
| 2008 | 1-я зона Европа/Африка | плей-офф Мировой Группы | остались в 1-й зоне Европа/Африка |
| 2009 | 1-я зона Европа/Африка | 2-й раунд               | остались в 1-й зоне Европа/Африка |
| 2010 | 1-я зона Европа/Африка | 2-й раунд               | остались в 1-й зоне Европа/Африка |
| 2011 | 1-я зона Европа/Африка | 1-й раунд               | остались в 1-й зоне Европа/Африка |
| 2012 | 1-я зона Европа/Африка | 1-й раунд               | остались в 1-й зоне Европа/Африка |
| 2013 | 1-я зона Европа/Африка | 1-й раунд               | остались в 1-й зоне Европа/Африка |
| 2014 | 1-я зона Европа/Африка | плей-офф Мировой Группы | остались в 1-й зоне Европа/Африка |
| 2015 | 1-я зона Европа/Африка | плей-офф Мировой Группы | остались в 1-й зоне Европа/Африка |
| 2016 | 1-я зона Европа/Африка | плей-офф Мировой Группы | остались в 1-й зоне Европа/Африка |
| 2017 | 1-я зона Европа/Африка | 2-й раунд               | остались в 1-й зоне Европа/Африка |
| 2018 | 1-я зона Европа/Африка | 1-й раунд               |                                   |